# Murcia (stad)
Murcia (Spaans: Ciudad de Murcia) is een stad en gemeente in het zuidoosten van Spanje. Het is de hoofdstad van de regio Murcia. De stad telt 441.003 inwoners (1 januari 2016), daarmee is het de zevende stad van Spanje.

## Geschiedenis
De stad werd tussen 830 en 840, tijdens de Moorse overheersing, gesticht aan de rivier de Segura door de kalief van het kalifaat Córdoba, Abd al-Rahman II. Ibn Mardan?sh werd in 1147 koning van Murcia en begon kort daarna met de bouw van het fort Larache. Hoewel de koning een vrome moslim was en van zijn hof een centrum van islamitische cultuur in het Westen wilde maken, vocht hij fel tegen
het oprukkende kalifaat van de Almohaden, dat uit het Atlasgebergte in Noord-Afrika kwam. In 1172 was de strijd verloren. De Almohaden namen de vesting van Larache in en doodden de koning. Ibn Mardanīsh werd bij zijn dood door de paus geëerd als ‘de gedenkwaardige Wolvenkoning’. 
De stad was na de Reconquista eind 13de eeuw de verblijfplaats van koning Alfons X van Castilië die de stad veel privileges verleende. Dit zorgde voor de groei van de stad die met name in de 15de eeuw zijn hoogtepunt bereikte met de aanleg van belangrijke irrigatiesystemen in de huerta, de boomgaarden waar Murcia bekend om staat. De ambachten die floreerden in de 15de eeuw verlenen hun naam aan de straten in het oude centrum. In de stad bevindt zich het kunstmuseum Museo de Bellas Artes de Murcia (MUBAM).

## Demografische ontwikkeling
Bron: INE; 1857-2011: volkstellingen
Opm: Bevolkingscijfers in duizendtallen; aanhechting van La Alberca, Algézares, Aljucer, Beniaján, Era Alta, Espinardo, Palmar o Lugar de Don Juan, La Raya, Santa Cruz, Santomera en Voz-Negra (1857); afstand van Santomera (1981)

## Verkeer en vervoer
Murcia kent een eigen rondweg, de Ronda die bijdraagt aan een vloeiende afwikkeling van het verkeer in de stad. De Ronda is verbonden met de snelwegen in het noorden en in het westen van de stad. In het noorden aan de A-7 en in het westen met de A-30. Beide snelwegen komen elkaar tegen ten noorden van de stad. De A-7 verbindt Murcia met Andalusië, Alicante en Valencia, de A-30 vormt de weg naar Cartagena en Albacete.

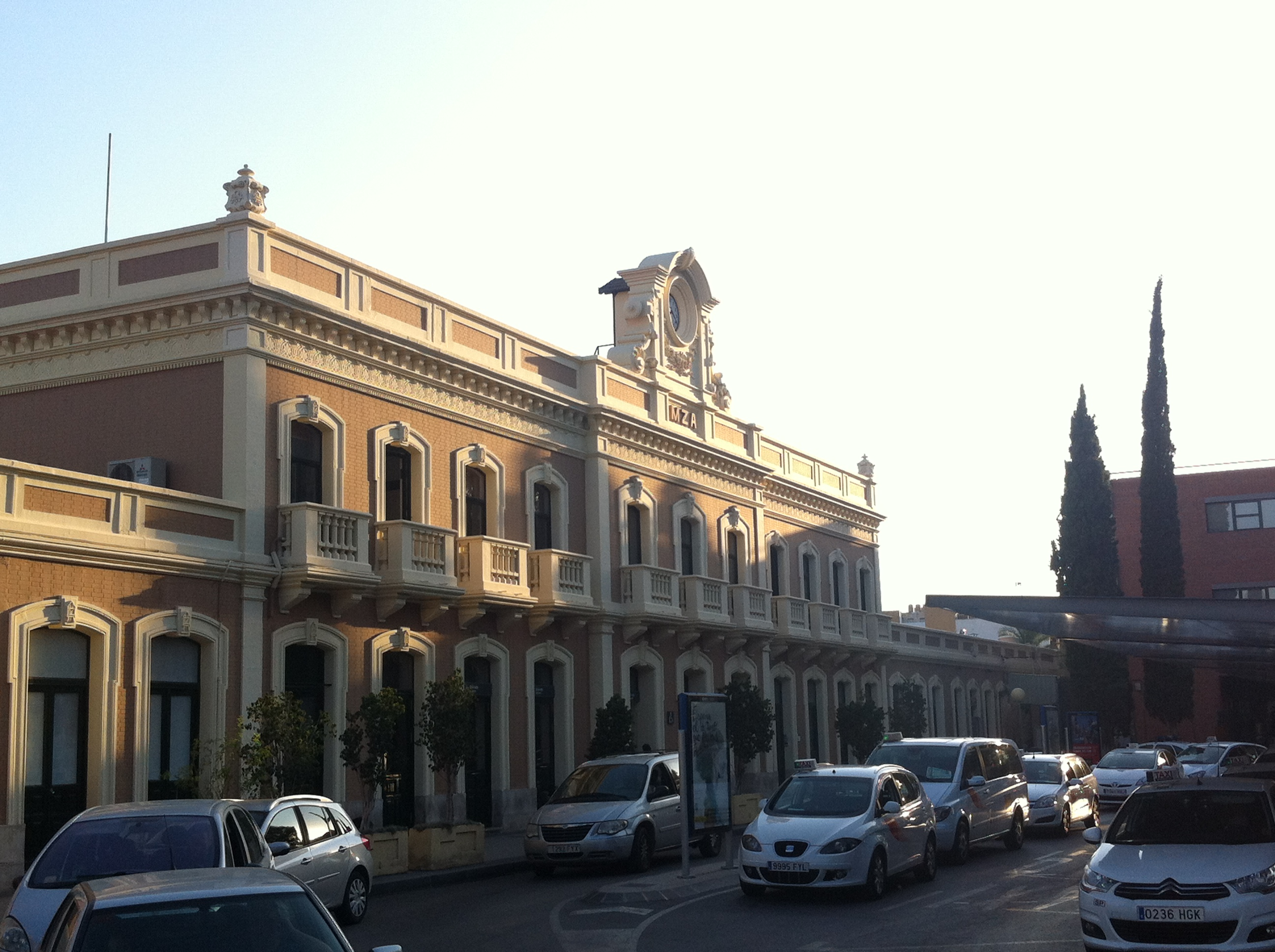
Station Murcia del Carmen

Het belangrijkste spoorwegstation van Murcia is te vinden ten zuiden van de Segura in de wijk El Carmen. Het spoorwegstation is onderdeel van Renfe dat zorgt voor de verbindingen met Barcelona, Cartagena, Valencia en andere grote steden. De regionale treindienst van Renfe, Cercanías zorgt voor de verbindingen met Lorca, Alicante en Elche.
In de nabije toekomst is er een volledig werkende HSL verbinding met Madrid via Alicante. Daarbij zijn er al plannen voor het doortrekken van deze verbinding naar Cartagena.
De stad Murcia wordt bediend door twee luchthavens, Aeropuerto de Murcia-Corvera of Murcia International Airport gelegen tussen Murcia en Cartagena en Aeropuerto de Alicante-Elche. De eerstgenoemde luchthaven opende op 15 januari 2019 en nam zo de taak van Aeropuerto de Murcia-San Javier over. De luchthaven van Corvera ligt korter bij de stad. Vanuit België wordt er op beide luchthavens gevlogen.
In de wijk San Andres in het oosten van de stad is het busstation van de stad gelegen. Vanuit daar gaan alle busdiensten naar de rest van Spanje, de regio en de luchthaven van Alicante. De stad beschikt over een stadsdienst Transportes de Murcia uitgevoerd door kleinere en grotere bussen die verschillende lijnen in en rond het centrum bedienen. De bussen vanuit de stad naar de nabijgelegen kernen zoals Alcantarilla, Molina de Segura en Santomera worden uitgevoerd door LATbus.

### Tram in Murcia

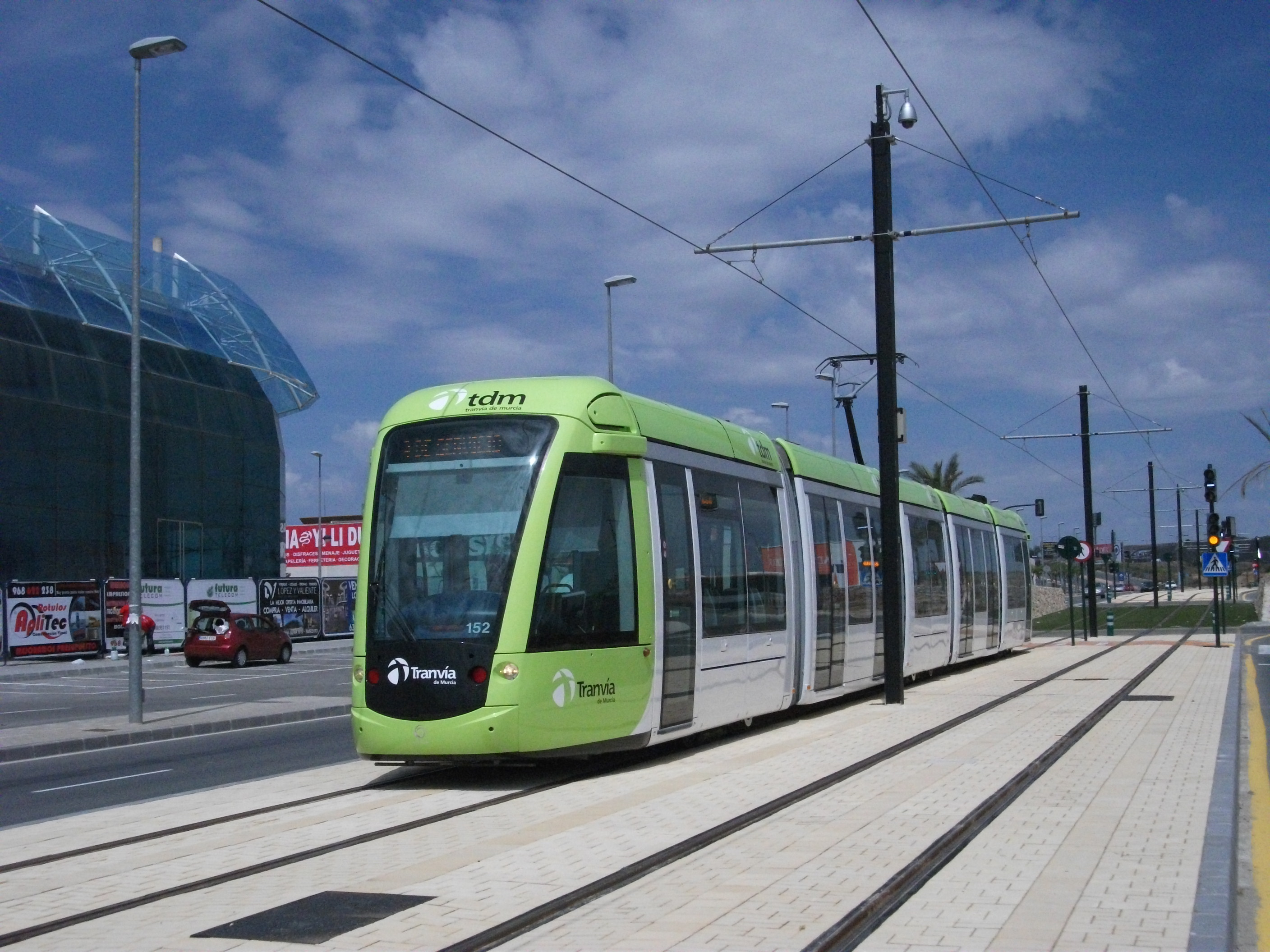
Tranvía in Murcia

Sinds 29 april 2007 beschikt de stad Murcia over de tramlijn. De eerste fase van de tramlijn werd geopend tussen Espinardo en het knooppunt van Murcia, Plaza Circular in het centrum. De tram of Tranvia de Murcia bestond uit 4 haltes. De uitbreiding van de lijnen naar beide universiteiten en naar de commerciële gebieden en het stadion ten noorden van de stad begon in juli 2009. In recordtijd werd het opgeleverd en in oktober 2010 waren de uitbreidingen voltooid. Het tramdepot van Tranvía de Murcia is gelegen aan halte La Ladera. De totale lengte van de lijn bedraagt 18 kilometer met 28 tramhaltes.
Op dit moment is er geen tramverkeer dat daadwerkelijk het centrum doorkruist. De verbinding met het centrum is halte Plaza Circular, die direct aan de noordkant van het centrum gelegen is. Er is een lijn tussen Plaza Circular en het treinstation Murcia del Carmen in de planfase. Deze lijn zou het centrum doorkruisen.

## Universiteitsstad

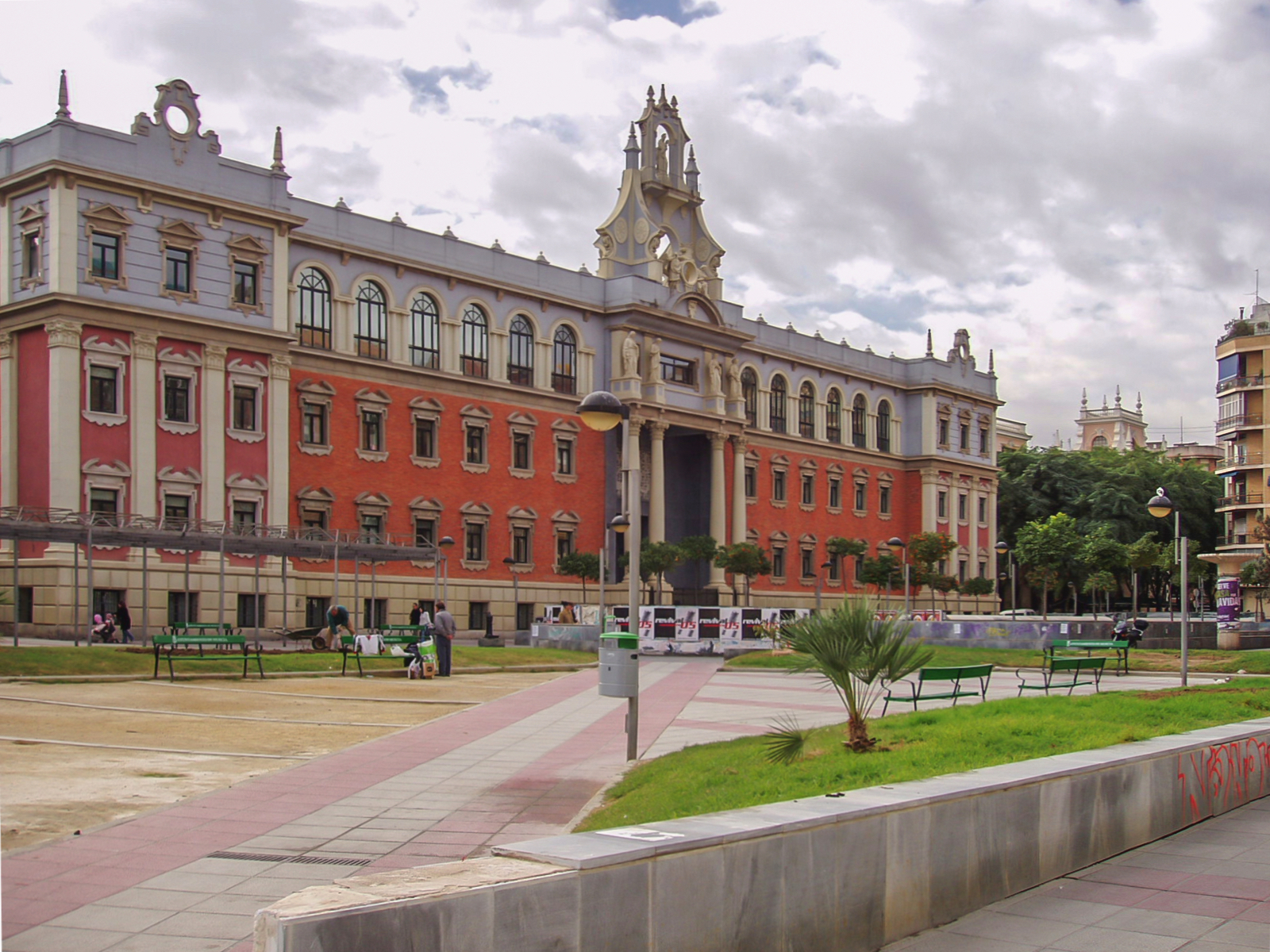
Campus de La Merced

Murcia is de grootste stad van de regio en biedt plaats aan twee grote universiteiten. Een van deze universiteiten; de publieke Universiteit van Murcia heeft naast een grote campus ten noorden van de stad in de wijk Espinardo ook een historische campus in het centrum, La Merced.
De Universiteit van Murcia is de op twee na oudste universiteit in Spanje en is opgericht door Alfons X van Castilië in 1272 tijdens zijn koningschap. Buiten Murcia heeft de universiteit een campus in Cartagena en Lorca.
In het noordwesten van de stad Murcia in de nabijgelegen kern Guadalupe ligt de katholieke privé universiteit; Universidad Católica de Murcia of UCAM. De universiteit is onderdeel van het Bisdom van Cartagena. De campus wordt gedomineerd door het statige Monasterio de los Jéronimos, een klooster dat is gebouwd tussen 1702 en 1738. UCAM heeft ook een campus in Cartagena.

## Geboren in Murcia
- Ibn Arabi (1165-1240), filosoof
- Francisco de Paula del Villar y Lozano (1828-1901), architect
- Francisco Pérez Sánchez (1978), wielrenner
- Eloy Teruel (1982), wielrenner
- Nicolás Almagro (1985), tennisser
- Andrés Fernández (1986), voetballer
- Miguel Ángel López (1988), snelwandelaar
- Rubén Fernández (1991), wielrenner
- Jaime Lorente (1991), acteur
- José Ángel Carrillo (1994), voetballer
- Gonzalo Villar (1998), voetballer
- Carlos Alcaraz (2003), tennisser

## Galerij

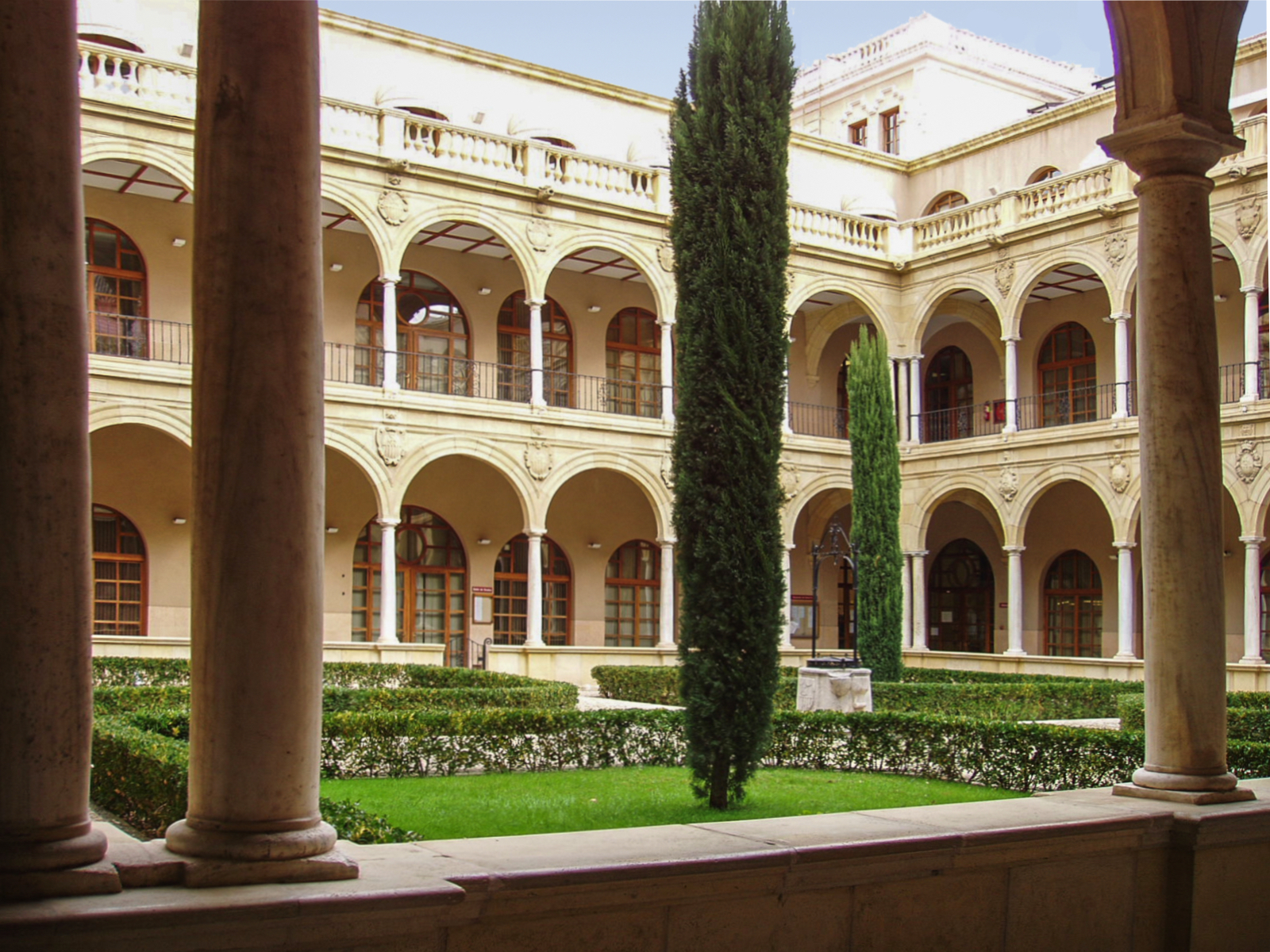
De oude universiteit (kloostergang)
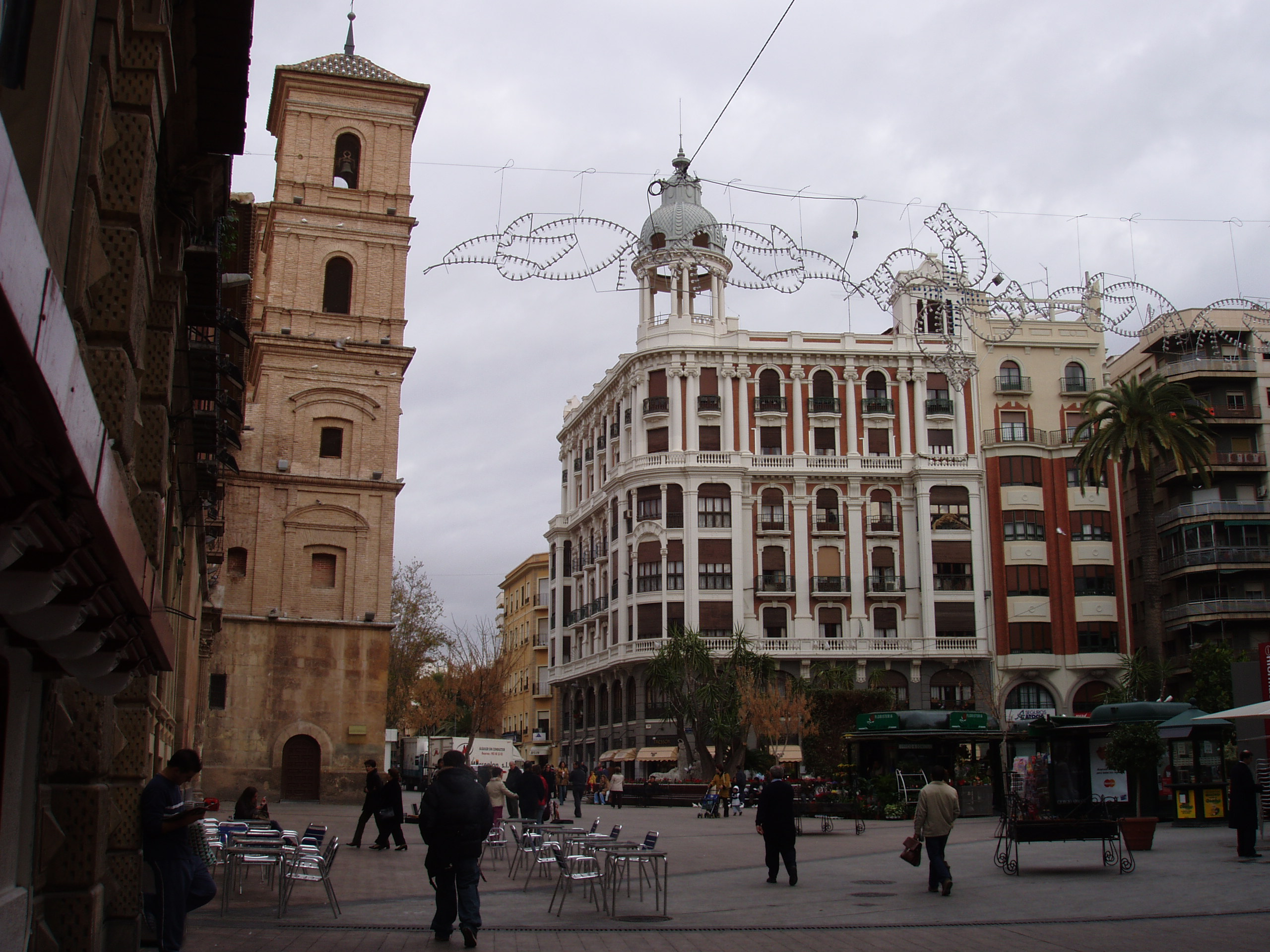
Plaza de Santo Domingo
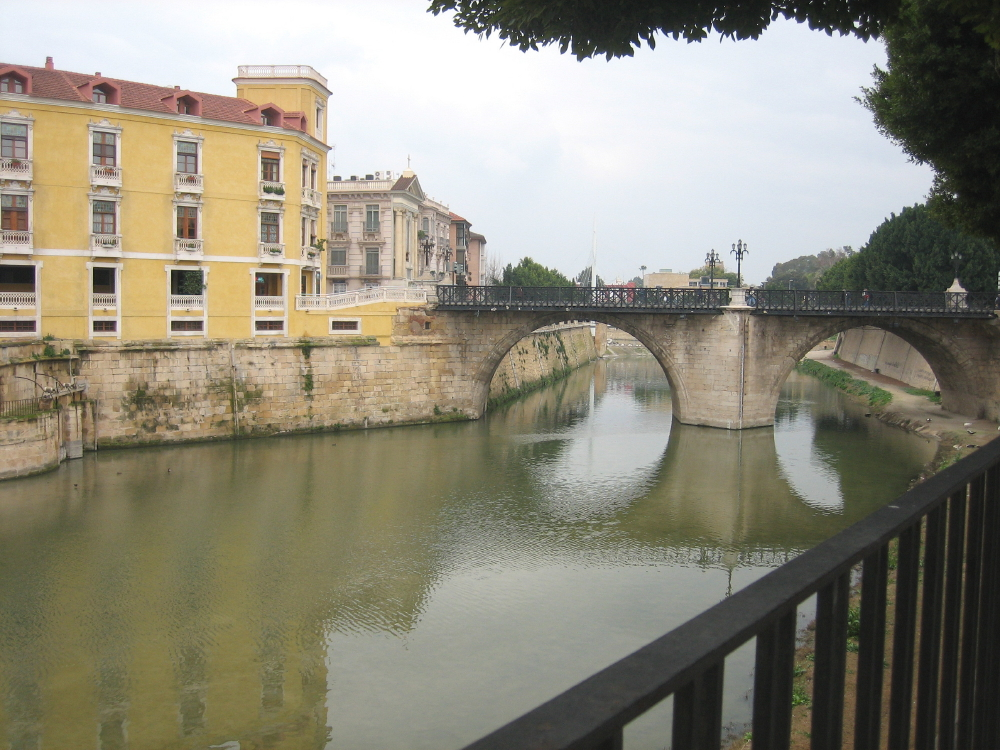
Puente Viejo
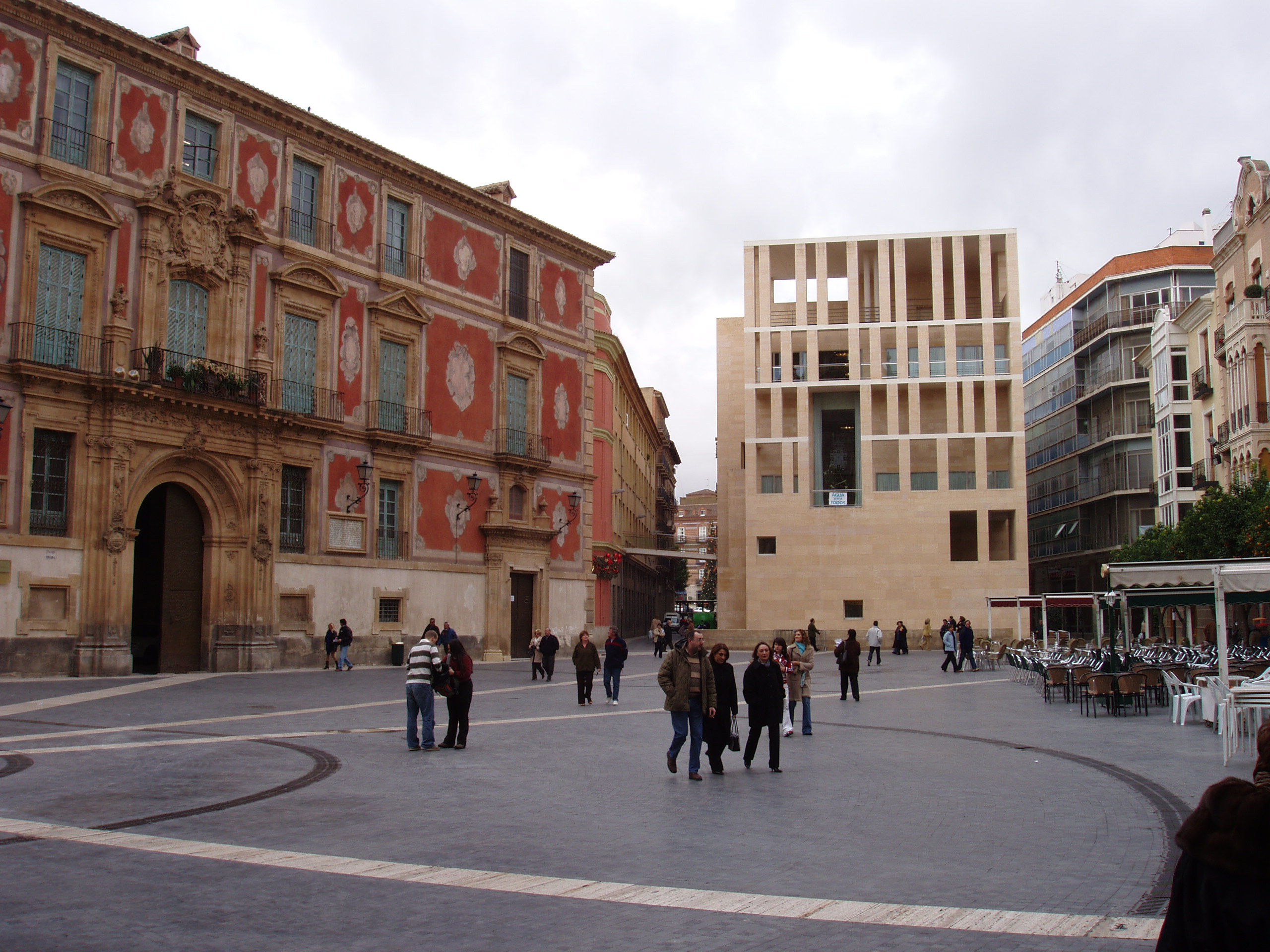
Plein met links het bisschoppelijk paleis
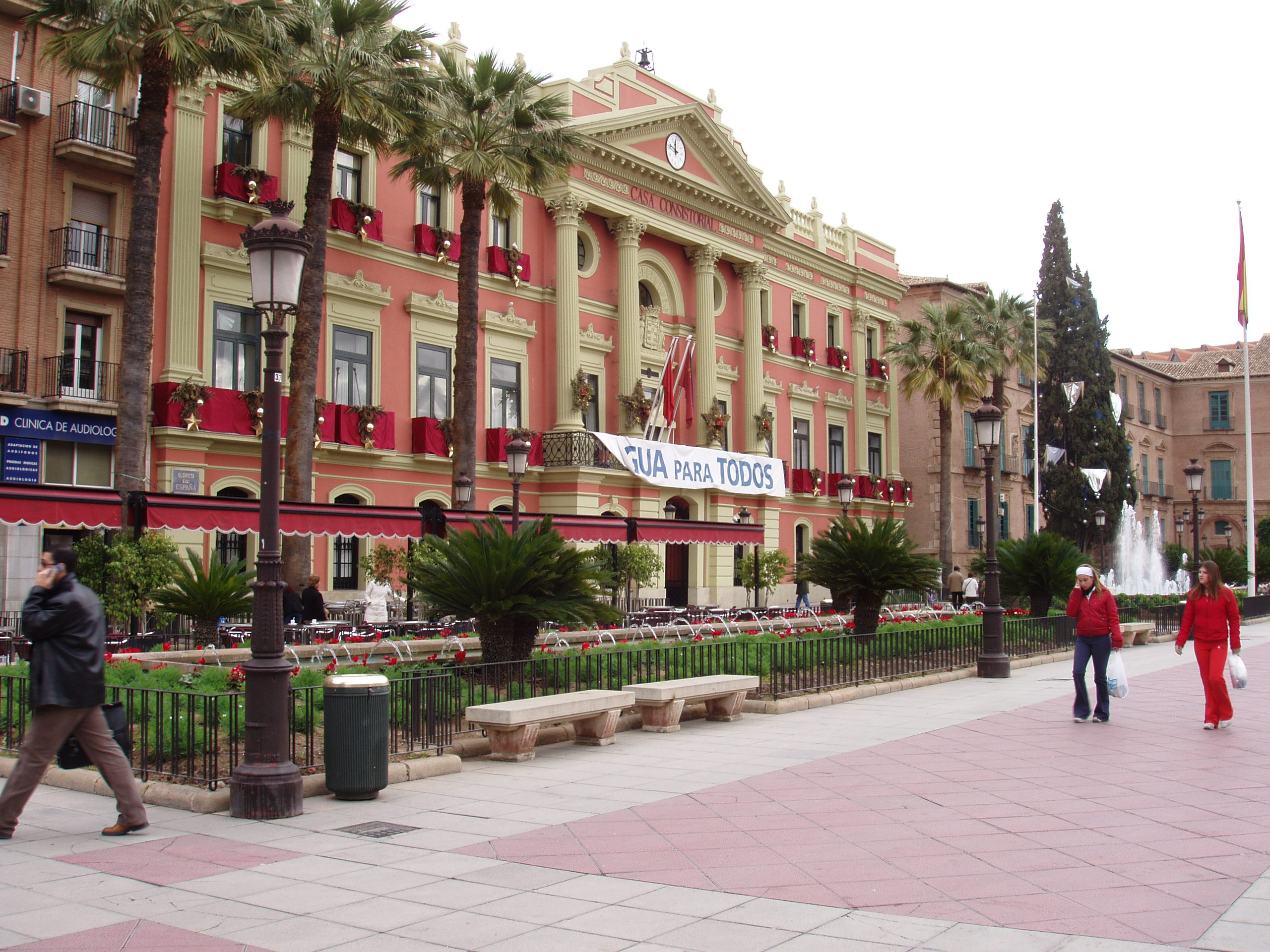
Stadhuis
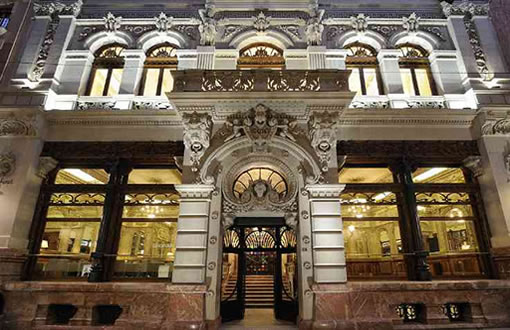
Casino van Murcia